# KeY (logiciel)
Pour les articles homonymes, voir Key.

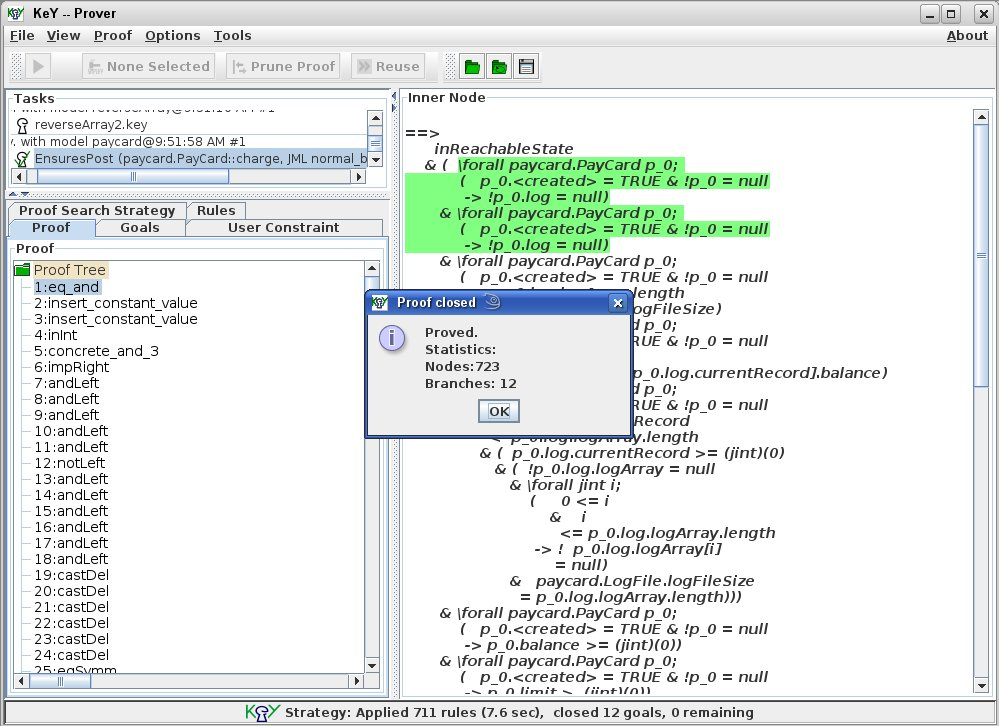
Capture d'écran du logiciel KeY

Le logiciel KeY est un outil de vérification formelle de programmes Java. Débuté en 1998, le projet KeY est porté par l'Institut de technologie de Karlsruhe, l'Université de technologie de Darmstadt et l'École polytechnique Chalmers. KeY accepte les spécifications écrites à l'aide du Java Modeling Language (JML).